# Acció Anticomunista
Acció Anticomunista va ser una entitat política antimarxista establerta a Barcelona l'agost de 1932, amb la finalitat de fer front legalment a la propagació de les idees comunistes en diversos àmbits. Joaquim Maria Torres de Cruells va liderar aquesta organització com a president.